# کوئینسی ۴۳۷۲
سیارک ۴۳۷۲ (به انگلیسی: 4372 Quincy، نامگذاری:1984TB) چهار هزار و سیصد و هفتاد و دومین سیارک کشف شده‌است که در ۳ اکتبر ۱۹۸۴ کشف شد.
قدر مطلق سیارک برابر ۱۳٫۰۰ است.